# スティール・ディス・アルバム!
『スティール・ディス・アルバム!』（Steal This Album!）は、システム・オブ・ア・ダウンの3枚目のアルバム。リック・ルービンとダロン・マラキアンによるプロデュース。2002年にレコーディングされ2002年11月26日にリリースされた。ビルボード200で15位。

## Toxicity II
2002年の初頭にデモ段階のこのアルバムのMP3がインターネット上に流出した。この音源は『Toxicity II』とされ、バンドの前作『Toxicity』(邦題は『毒性』)との関連を示唆するものであった。バンドはこの事態に遺憾の意を表明した。
『Toxicity II』ではこのアルバムとは異なる曲タイトル、アレンジ、歌詞、ヴォーカルメロディが聞かれるが、ダロン・マラキアンによるバッキングヴォーカルは一切付いていない。このデモに収録されていた"Virginity" ( "Cherry"または"Virgin Tea"となっている場合もある), "Outer Space" (同じく"Fortress"とも)の二曲は最終的にボツとなり、このデモには存在しなかった"Fuck the System", "Ego Brain", "Roulette"の三曲が完成版には追加された。
「このアルバムを盗め!」という意のアルバムタイトル、および手焼きのCD-Rを模したカヴァーアートはこうした事態を指すものであると同時に、アメリカの反体制政治活動家アビー・ホフマンの『この本を盗め』へのオマージュでもある。"Fuck the System"は同名のホフマンの初期のエッセイ(wikisource原文)についての曲である。

## 収録曲
1. Chic 'N' Stu
2. Innervision
3. Bubbles
4. Boom!
5. Nüguns
6. A.D.D. (American Dream Denial)
7. Mr. Jack
8. I-E-A-I-A-I-O
9. 36
10. Pictures
11. Highway Song
12. Fuck the System
13. Ego Brain
14. Thetawaves
15. Roulette
16. Streamline